# 이슬람 문화
이슬람 문화 또는 무슬림 문화는 이슬람 세계에 사는 다양한 민족들 사이에서 발전한 역사적 문화적 관습을 말한다. 이러한 관습은 본질적으로 항상 종교적이지는 않지만 일반적으로 이슬람교의 측면에 의해 영향을 받는다. 특히 이슬람이 다양한 인종/국가적 배경을 가진 사람들이 서로 섞이는 효과적인 통로 역할을 하여 그들의 문화가 올 수 있도록 하기 때문이다. 공통의 무슬림 정체성을 바탕으로 함께 모이다. 라시둔 칼리파국에서 우마이야 칼리파국 및 초기 아바스 칼리파국에 이르기까지 최초의 이슬람 문화 형태는 주로 아랍인, 비잔틴 및 페르시아의 기존 문화 관행에 기반을 두었다. 그러나 이슬람 제국이 급속히 확장됨에 따라 이슬람 문화는 이란, 백인, 투르크, 인도, 말레이, 소말리아, 베르베르 및 인도네시아 문화로부터 더욱 많은 영향을 받고 동화되었다.
다양한 요인으로 인해 다양한 문화와 전통에 이슬람 신앙을 적용하는 데 차이가 있다.